# Chen Zihe
Chen Zihe (chinês: 陈子荷: Wuhan, 29 de fevereiro de 1968) é uma ex-mesa-tenista chinesa.

## Carreira
Chen Zihe representou seu país nos Jogos Olímpicos de 1992, na qual conquistou a medalha de prata em duplas.